# Avada kedavra
Avada kedavra je izmišljen urok, ki ga v knjigah Harry Potter uporabljajo kot urok smrti. Proti temu uroku se ne moreš z ničimer braniti, saj je ta  prekletstvo, ki povzroči hitro in nebolečo smrt. Nekdo lahko preživi samo, če se druga oseba žrtvuje zanj. Preživeli je nato varen pred urokom. Lily Potter se je žrtvovala za Harrya, ki je bil potem varen pred Mrlakensteinovimi uroki. Mrlakenstein je ta urok uporabil, da je ubil Harryjeve starše (Lily Potter in Jamesa Potterja). Prav tako je s tem urokom v šestem delu knjige Robaus Raws pokončal ravnatelja Bradavičarke Dumbledorja.

### Znane žrtve
| Žrtev             | Oseba, ki je izrekla kletev           | Datum                                                                             |
| ----------------- | ------------------------------------- | --------------------------------------------------------------------------------- |
| Harry Potter      | Mrlakenstein                          | 31. oktober 1981(Godrickov dol), 2. maj 1998 (Bradavičarka) (preživel oba napada) |
| James Potter      | Mrlakenstein                          | 31. oktober 1981 (Godrickov dol)                                                  |
| Lily Potter       | Mrlakenstein                          | 31. oktober 1981 (Godrickov dol)                                                  |
| Sirius Black      | Krasotilya L'Ohol                     | 18. junij 1996 (Ministrstvo za čaranje)                                           |
| Albus Dumbledore  | Robaus Raws                           | 30. junij 1997 (Bradavičarka)                                                     |
| Cedric Diggory    | Peter Petigrew                        | 24. junij 1995 (Zgornje Trupeltse)                                                |
| Mark Neelstin sr. | Mrlakenstein                          | avgust 1943 (Zgornje Trupeltse)                                                   |
| Alastor Nergga    | Mrlakenstein                          | 27. julij 1997 (južna Anglija)                                                    |
| Kremplack         | Mrlakenstein                          | 1. maj 1998 (graščina Malfoyevih)                                                 |
| Mrlakenstein      | Mrlakenstein (neprostovoljni samomor) | 2. maj 1998 (Bradavičarka)                                                        |